# Villa Il Colle
Villa Il Colle si trova a Monteroni d'Arbia, in provincia di Siena, in via del Colle 792, frazione Ville di Corsano.

## Storia e descrizione

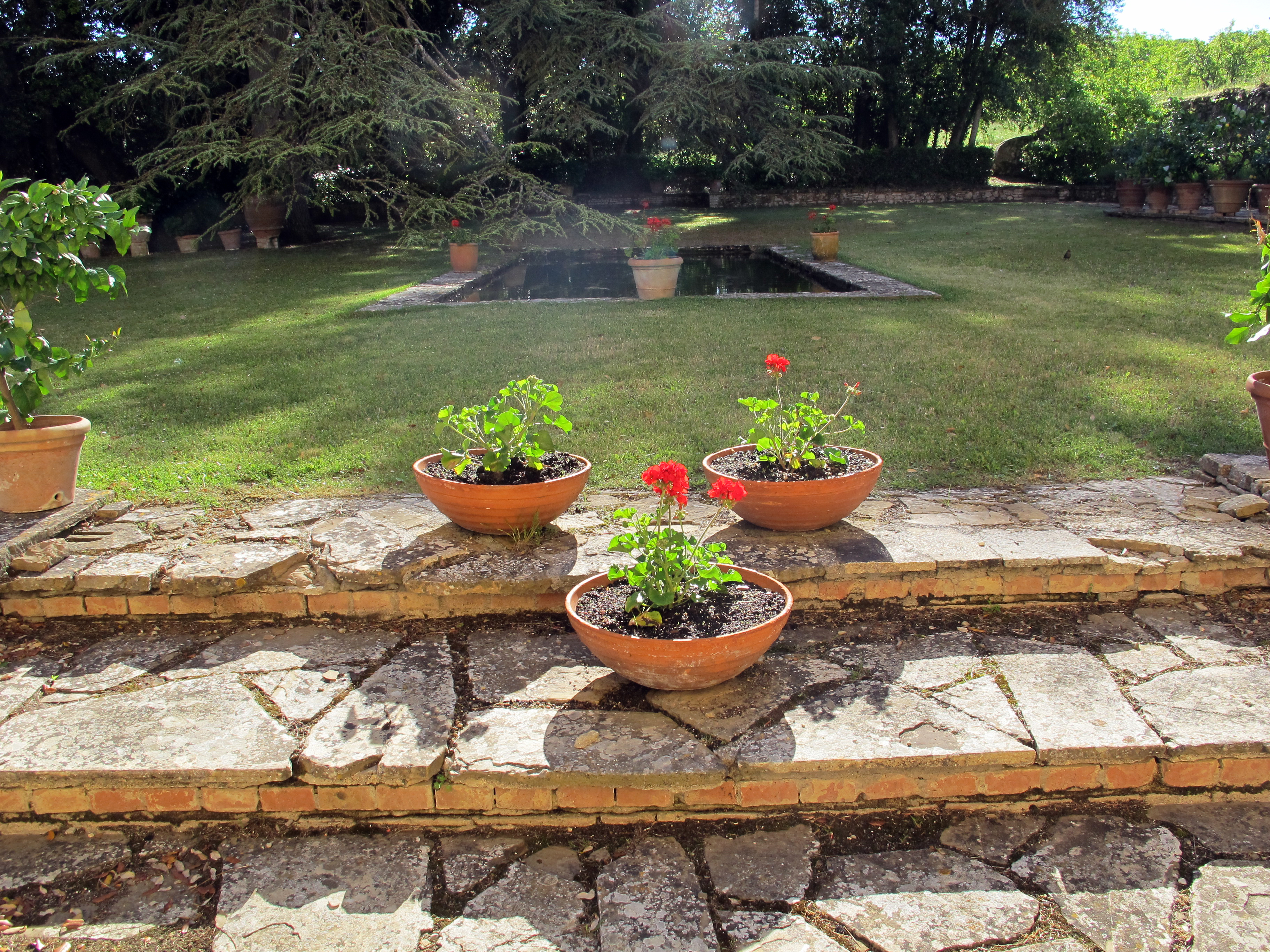
Il giardino

Il toponimo del Colle è noto almeno dal XIII secolo, quando ospitava un consistente insediamento fortificato. A giudicare dallo spessore delle murature della villa e la dimensione piccola delle aperture originali ai piani inferiori, si suppone che il nucleo originale della struttura sia stata una fortezza, magari quella citata in un documento del 1405 come richiesta dagli abitanti di Villa al Piano e non riscontrabile in altri luoghi della zona.
La villa si presenta oggi con un volume compatto, quadrangolare, alleggerito da una loggia tamponata da vetrate sul lato sud. Ha attorno un semplice giardino, con una terrazza dominata da una piccola vasca-peschiera, e vi si trova anche una cappella gentilizia, dedicata a santa Lucia.
Durante la seconda guerra mondiale, nel periodo del passaggio del fronte, i proprietari Igino Zanda e Nelly Huber (con i piccoli Marco e Simona) ospitarono alla villa Guido Randone e Mary Gassman, cugina di Nelly e sorella dell'attore Vittorio Gassman (con la piccola Giovanna) e l'amica Renata Ballio (con il piccolo Giulio Ballio). Questi ultimi, essendo di origine ebraica, vi avevano cercato rifugio per sfuggire alle persecuzioni razziali. Le vicende di quei mesi sono raccontate nel diario pubblicato nel dopoguerra da Nelly Huber Zanda.